# Ossario di Tolmino
L'ossario di Tolmino è una struttura costruita nel 1938 dai tedeschi per ospitare i resti di alcuni soldati morti al fronte italiano durante la prima guerra mondiale.

## Descrizione e storia
L'ossario di Tolmino è situato vicino all'unione dei fiumi Tolminca e Isonzo, e custodisce le ossa di 965 soldati tedeschi morti prevalentemente nell'ottobre del 1917 durante la battaglia di Caporetto.
La struttura venne completata nel 1938 da un'azienda di Monaco di Baviera per ordine del governo tedesco, che scelse di realizzare l'edificio principale in pietra grezza, circondandolo da un basso muro chiuso da un cancello realizzato saldando le canne dei fucili. L'interno è invece diviso in due parti che differiscono tra loro per il modo in cui è mostrato il nome del milite: nella prima infatti sono incisi su tavole di quercia, mentre nella seconda sono riportati su tessere di mosaico dorato in tre lunette.

Tra queste due sale è posta la tomba del milite ignoto, sulla quale i raggi di sole arrivano solo il giorno del solstizio d'estate.